# Święta Paraskiewa

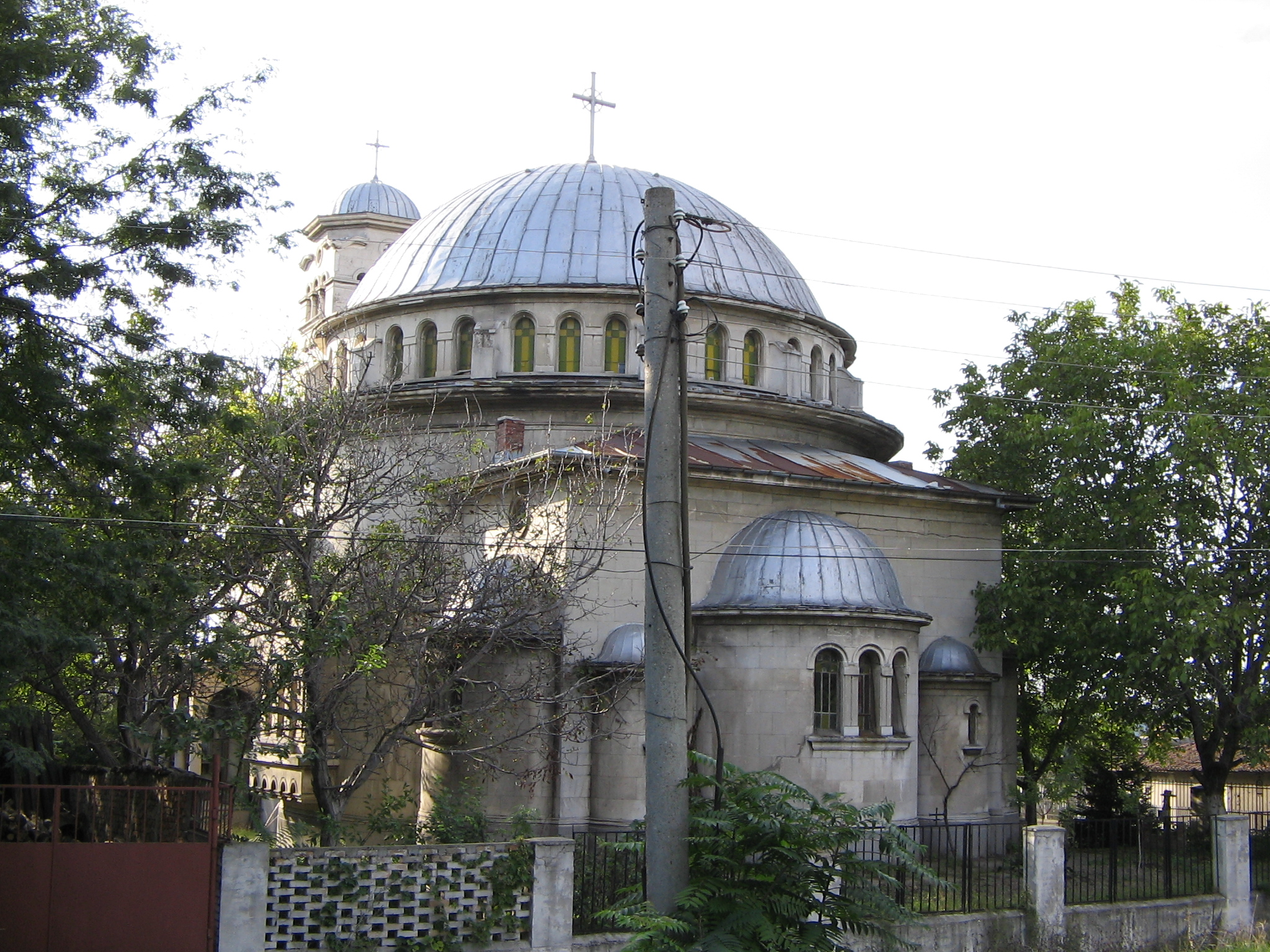
Cerkiew św. Petki w Ruse w Bułgarii.

Paraskiewa, Paraskewa, Petka Bułgarska, Tyrnowska, Piątnica (bułg. Петка Българска, Петка Търновска, Параскева, Пятница, ros. Параскева Пятница, serb. преподобна Параскева-Петка, gr. Οσία Παρασκευή); ur. w pierwszej połowie XI wieku w Epiwacie, zm. w XI wieku, tamże – bułgarska święta mniszka (prepodobnaja) Kościoła prawosławnego.

## Życie
Paraskiewa pochodziła z pobożnej rodziny bułgarskiej, jej imię przetłumaczone z języka greckiego na język polski brzmiałoby: Piątek, otrzymała je na cześć męki Jezusa Chrystusa. Brat Paraskiewy wstąpił do monasteru, gdzie otrzymał imię Eutymiusz i po latach został biskupem.
Po śmierci rodziców Paraskiewa udała się do Ziemi Świętej, a później na Pustynię Jordańską. Tam naśladowała surowe, samotne życie eremitów, żywiąc się korzonkami traw pustynnych.
Po wielu latach pustelniczego życia objawił się jej anioł i polecił, aby wróciła do ojczyzny. Wcześniej odwiedziła jednak Konstantynopol, by pokłonić się wszystkim świętym miejscom. Wkrótce zmarła, a jej ciało pochowano w rodzinnej wiosce. Po wielu latach jej nienaruszone zwłoki przeniesiono do cerkwi w Epibacie. Grób świętej stał się źródłem licznych uzdrowień: ślepi odzyskiwali wzrok, chorzy zaczynali chodzić.
Zmarła w wieku 27 lat.

## Relikwie
W 1238 r. bułgarski król Iwan Asen II rozkazał przenieść relikwie Paraskiewy do stolicy Bułgarii – Tyrnowa. Gdy miasto zostało zdobyte przez sułtana Bajazyta, przeniesiono je do Jass w obecnej Rumunii. Po zajęciu Wołoszczyzny przez Turków, serbska księżna Milica wyprosiła je u władcy i przeniosła do Belgradu. Po zdobyciu i tego miasta przez wojska tureckie w 1521 r. wykupiono je i umieszczono w Konstantynopolu, skąd w 1641 r. powróciły do Jass do monasteru Trzech Świętych Hierarchów. Stamtąd zaś w 1889 trafiły one do soboru św. Paraskiewy, Spotkania Pańskiego i św. Jerzego, czyli katedry metropolitalnej również w Jassach.
Wędrówkę jej relikwii porównywano z ucieczką Słowian przed niewiernymi ze Wschodu, stąd też w Europie Południowo-Wschodniej od XV w. nasilił się kult świętej. Około 1415 metropolita Grzegorz Cambłak ustanowił ją patronką prawosławia na ziemiach polsko-ruskich.

## Kult
Święta czczona jest głównie na Bałkanach.
Jej święto obchodzone jest 14/27 października, tj. 27 października według kalendarza gregoriańskiego.
W Polsce znajduje się ponad 30 cerkwi pod wezwaniem św. Paraskewy; m.in. w: Górzance, Radrużu i Kwiatoniu.

## Ikonografia
W ikonografii święta przedstawiana jest w czarnych mniszych szatach z nakryciem głowy i rękoma modlitewnie złożonymi na piersi. Na ikonach hagiograficznych przedstawione są sceny z życia świętej: narodzenie św. Paraskiewy; święta doprowadzona przed oblicze cesarza; święta na tle skał na pustyni; św. Paraskiewa skarżąca się na rozkładające się ciało kupca, które leży w jej grobie; święta u bram Konstantynopola; śmierć świętej; pochowanie ciała w Belgradzie; przeniesienie relikwii do Tyrnowa.